# Stazione spaziale Freedom

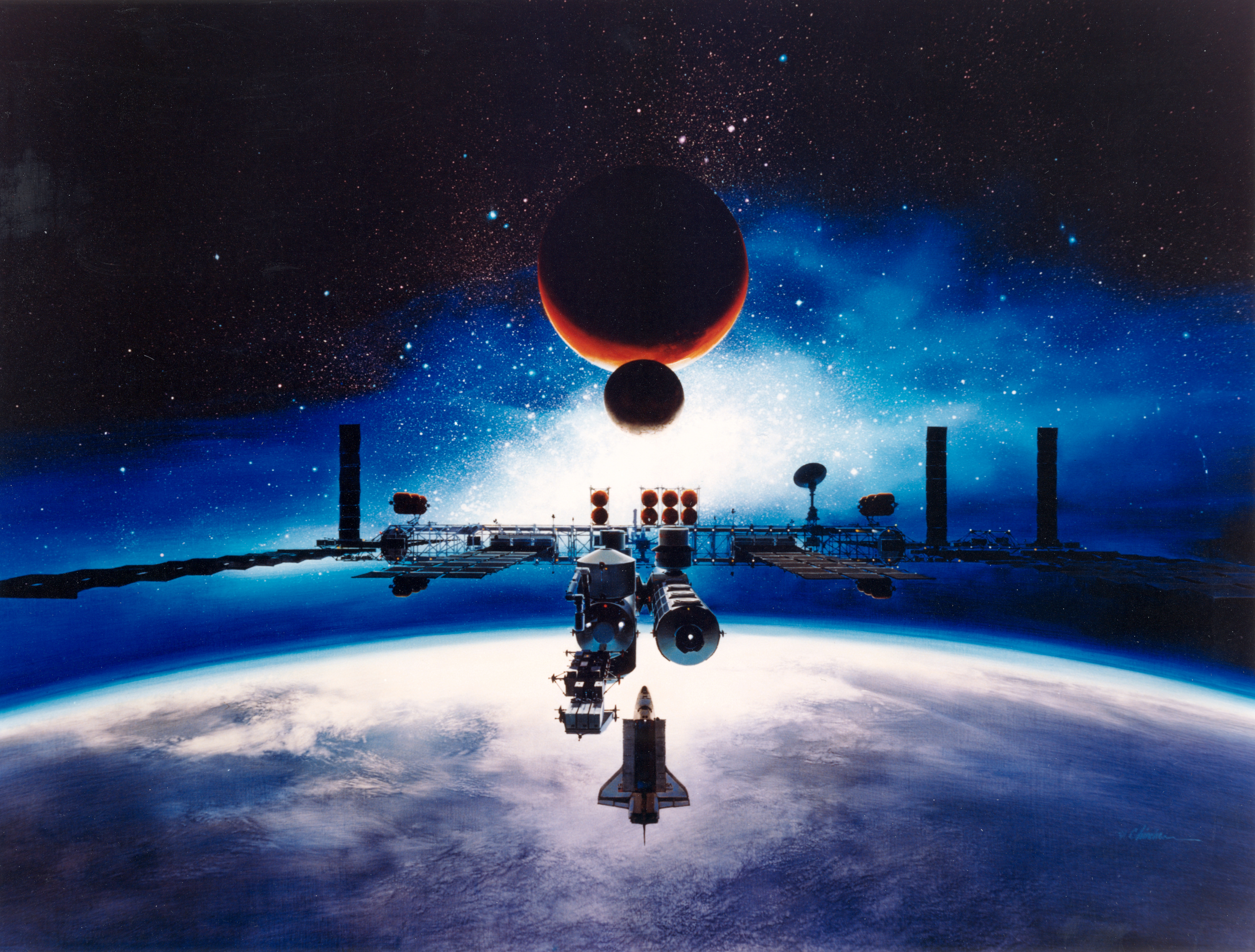
Disegno concettuale della stazione.

Stazione spaziale Freedom è stato il nome dato al progetto della NASA per costruire una stazione spaziale con equipaggio permanente in orbita attorno alla Terra. Anche se approvato dall'allora presidente Ronald Reagan e annunciato nel 1984,  Freedom non è mai stata costruita e dopo vari tagli, i resti del progetto sono andati a far parte della Stazione spaziale internazionale.